# Wściekły pies (film)
Wściekły pies (ang. Savage Dog) – amerykański film akcji z 2017 roku w reżyserii Jessego V. Johnsona, wyprodukowany przez wytwórnię XLrator Media. Główne role w filmie zagrali Scott Adkins, Marko Zaror i JuJu Chan.

## Fabuła
Akcja filmu rozgrywa się w 1959 roku w Indochinach. Martin Tillman (Scott Adkins), który przebywa obecnie w więzieniu walczy w turniejach obstawianych przez bogatych przestępców. Kiedy jego wyrok dobiega końca, skorumpowane władze zakładu chcą uniemożliwić mu wyjście na wolność. Gdy odbierają mu to, co najcenniejsze, szykuje odwet.

## Obsada
- Scott Adkins jako Martin Tillman
- Marko Zaror jako Rastignac
- JuJu Chan jako Isabelle
- Cung Le jako Boon
- Vladimir Kulich jako Steiner
- Keith David jako Valentine
- Charles Fathy jako Amarillo
- Matthew Marsden jako Harrison

## Odbiór

### Krytyka
Film Wściekły pies spotkał się z pozytywną reakcją krytyków. W serwisie Rotten Tomatoes 73% z jedenastu recenzji filmu jest pozytywne (średnia ocen wyniosła 4,55 na 10).